# Donnenheim
Donnenheim je občina v departmaju Bas-Rhin francoske regije Alzacija.
Leta 1990 je v občini živelo 248 oseb oz. 66 oseb/km².